# Daniel Maldini
Daniel Maldini, född 11 oktober 2001 i Milano, är en italiensk fotbollsspelare som spelar för Atalanta.
Han är son till AC Milan-legendaren Paolo Maldini.